# ダニロ・ペトロヴィチ
ダニーロ・ペトロヴィチ＝ニェゴシュ（セルビア語: Данило Петровић-Његоши、1871年6月29日 - 1939年9月24日）は、モンテネグロ王国の王位継承者。王国滅亡後の1921年に7日間だけ名目上のモンテネグロ王（ダニーロ3世（セルビア語: Данило III））を称した。

## 生涯
モンテネグロ王ニコラ1世とその王妃ミレナ・ヴコティッチの長男として生まれた。1899年7月27日、ドイツのメクレンブルク＝シュトレーリッツ大公アドルフ・フリードリヒ5世の次女ユッタと結婚した。正教に改宗してミリツァと名乗った妻との間に子供は無かった。ダニーロはバルカン戦争や第一次世界大戦では父王らと一緒にモンテネグロ軍を率いて戦った。
モンテネグロがセルビアに併合された後、1921年3月1日に父ニコラ1世が死去すると、ダニーロがモンテネグロ亡命政権の指導者となり、モンテネグロ王を名乗った。しかし4日後の3月5日、理由は判然としないが、ダニーロは名目上の王位とモンテネグロ王家家長の地位を弟ミルコの三男で世継ぎとされていた甥のミハイロに譲ることを宣言した。ダニーロは3月5日に譲位を表明した後、翌日には復位し、更にその翌日（3月7日）に再び王位を放棄するという意志の弱さを見せ、自身に対する信望を大きく傷つけた。元王太子の譲位宣言とその顛末は、モンテネグロ人亡命社会に深い失望感を与えた。
1934年、MGM社が映画「メリィ・ウィドウ」の中で、自分を事実とは違う形で描いたとして告訴し、パリの法廷で勝訴して4000ドルの賠償金を手にした。1939年、アンシュルス直後のウィーンで死去した。